# غلين دبليو. سميث
غلين دبليو. سميث (بالإنجليزية: Glenn W. Smith)‏ هو صحفي أمريكي، ولد في 30 سبتمبر 1953.